# Sonata per a piano núm. 10 (Mozart)
La Sonata per a piano núm. 10 en do major, K. 330 (300h) és una composició de Wolfgang Amadeus Mozart. Es tracta de la primera de les tres obres del cicle de sonates per a piano K. 330-331-332, totes compostes el 1783, probablement a Viena o Salzburg durant la visita que va fer amb la seva dona, Constanze.

## Estructura
Consta dels habituals tres moviments:
1. Allegro moderato
2. Andante cantabile
3. Allegretto

El primer moviment, Allegro moderato, és calmat i silenciós. El segon moviment, Andante cantabile, ha generat preguntes sobre la seva conclusió, ja que s'ha perdut una part de la partitura autògrafa, però els editors ho han resolt emprant una idea anterior de Mozart per omplir el fragment buit. El tercer moviment, Allegretto, és el més enèrgic i en ell preval l'ús d'arpegis. Com va passar amb el segon moviment, els darrers compassos d'aquest Allegretto s'han perdut.